# Rain (canción de Taeyeon)
«Rain» —en español: Lluvia— es un sencillo de la cantante surcoreana Kim Tae-yeon, miembro del grupo femenino Girls' Generation. El sencillo fue lanzado digitalmente el 3 de febrero de 2016.

## Lanzamiento
En enero de 2016, la discográfica S.M. Entertainment anunció que Taeyeon lanzaría su primer sencillo digital «Rain» en febrero como parte del nuevo lanzamiento semanal de la compañía. El sencillo fue lanzado a través de páginas de música en lína en la media noche del 3 de febrero acompañada de una pista titulada «Secret».

## Lista de canciones
Los créditos son adaptados de Naver.

| N.º | Título         | Letras                             | Música                                                                           | Duración |  |
| 1.  | «Rain»         | Bong Eun-yeong, Mafly, Lee Yoo-jin | Matthew Tishler, Aaron Benward, Felicia Barton, Olivia Holt                      | 3:42     |  |
| 2.  | «비밀(Secret)» | Mafly                              | Devine Kei, Ryan Kim, Aurora Pfeiffer, Tyler Shamy, Thaddeus, Dixon, Kiana Brown | 3:37     |  |

## Posicionamiento en gráficos

### Gráficos semanales
| Gráfico                                  | Mejor posición |
| ---------------------------------------- | -------------- |
| South Korean Digital Chart (Gaon)        | 1              |
| US World Digital Songs Chart (Billboard) | 3              |

## Premios y nominaciones

### Programas musicales
| Programa       | Fecha                 |
| -------------- | --------------------- |
| Inkigayo (SBS) | 14 de febrero de 2016 |